# Outlast: Whistleblower
Outlast: Whistleblower — відеогра у жанрі survival horror, доповнення до Outlast. Гра вийшла 6 травня 2014 року.
Головний герой Вейлон Парк, (англ. Waylon Park) — комп'ютерний спеціаліст, який влаштувався на роботу до корпорації Murkoff та став очевидцем жахливих експериментів, що проводилися в психіатричній лікарні «Mount Massive». Саме Вейлон надіслав лист Майлзу Апшеру — герою оригінальної гри.

## Сюжет
Дія доповнення розгортається приблизно за добу до початку подій оригінальної гри та надалі частково з нею перетинається. Вейлон Парк приходить до тями в кімнаті, в якій знаходиться великий екран. Його піднімають і садять на стілець перед екраном, на якому починають з'являтися різні зображення (морфогенетичне кондиціювання). Починається флешбек та показуються події за 2 години до цього.
Вейлон сидить у себе в офісі та пише електронний лист журналісту Майлзу Апшеру про те, що насправді відбувається в цій лікарні (цей лист можна знайти і прочитати на початку оригінальної гри у машині Майлза). Відіславши листа, Вейлон прямує на терміновий виклик. Під час налагодження комп'ютерної системи, герой спостерігає за підготовкою експерименту над одним з пацієнтів, який відчайдушно намагається вирватися та просить помилування. Після того, як вдається усунути неполадку, один із співробітників просить Вейлона залишити приміщення. Повернувшись до свого офісу, Вейлон побачив у своєму кабінеті Джеремі Блера — віце-президента компанії Murkoff, одного з найвпливовіших працівників корпорації. За наказом Блера головного героя затримують і починають бити за розголошення конфіденційної інформації. Після цього Блер вирішує використовувати Вейлона як піддослідного в одному з експериментів.
Дія гри повертається у теперішній час. Герой дивиться на психоделічні зображення, що мерехтять на екрані, і кричить від болю. Раптом, екран гасне, ремінці на кріслі відстібаються, дозволяючи Вейлону встати. Головний герой хапає камеру, яка весь час знімала його, та біжить з кімнати. Розгортаються події, в результаті яких експеримент з Волрайдером виходить з-під контролю, та наслідки яких пізніше спостерігатиме Майлз Апшер.
Підслухавши розмову охоронця та лікаря, Вейлон дізнається, що у тюремному корпусі знаходиться рація, і він приймає рішення прямувати туди. По дорозі йому зустрічається канібал Френк Манера, який намагається зловити і з'їсти Вейлона. Пізніше він також зустріне братів-близнюків з тесаками, які, незважаючи на їхню розмову про вбивство головного героя, не завдадуть йому шкоди, якщо не підходити до них занадто близько.
Потрапивши в тюремний корпус, Вейлон намагається скористатися рацією, але зненацька з'являється Блер і, зламавши рацію, намагається задушити Вейлона, проте йому заважає Кріс Уокер і Блер змушений відступити. Втікаючи від Кріса, Вейлон чує повідомлення для персоналу про початок евакуації через адміністративне крило. Принагідно він стикається з Деннісом — пацієнтом, у якого дисоціативний розлад ідентичності. Він намагається зловити героя, щоб здати його так званому Нареченому — Едді Глускіну, в обмін на своє власне життя.
Рухаючись в адміністративну частину лікарні, Вейлон випадково потрапляє у лігво Нареченого, того самого пацієнта з початку гри. Едді Глускін — схиблений пацієнт, який намагається знайти собі наречену в особі інших пацієнтів, попутно катуючи їх на своєму робочому столі, обладнаному циркулярною пилкою. Втікаючи від Глускіна, герой стрибає на сходи у шахті ліфту, які ламаються і падають. Вейлон ранить собі ногу шматком заліза, що стирчить з ліфта. З ушкодженою ногою він ховається у шафці, але потрапляє у пастку — Глускін замикає його в ній, і тягне до своєї майстерні.
У майстерні Глускін пускає в шафку присипляючий газ і герой непритомніє на 12 годин. Прийшовши до тями, Вейлон через щілину спостерігає, як Глускін відрізає геніталії іншим пацієнтам, щоб «зробити їх схожими на жінок», а пізніше вбиває їх на своєму столі. Черга доходить і до Вейлона, коли Глускін намагається відрізати йому геніталії, але йому несподівано заважає один із пацієнтів. Герой користується моментом та звільняється. Він вистрибує через вікно. Пізніше, він знаходить ключ від дверей, який був у руці нареченої, ймовірно, однієї з жертв Глускіна. Вейлон намагається відкрити двері, але його знову ловить Глускін, і намагаючись повісити його на петлю, що прив'язана до стелі, як й інших його жертв, гине сам, насаджуючись на арматуру.
У чоловічому відділенні, герой з вікна спостерігає як горить каплиця, де спалював себе отець Мартін, а пізніше бачить у холі озброєних найманців Murkoff, які оглядають труп Річарда Трагера, вбитого Майлзом. У цей момент десь далеко лунає стрілянина, серед найманців починається метушня.
Дойшовши до головного виходу з клініки в адміністративному блоці, Вейлон зустрічає пораненого Джеремі Блера. Блер раптово нападає на нього і ранить ножем, проте з'являється Волрайдер і вбиває його. Поранений Вейлон, підійшовши до воріт клініки, сідає в машину Майлза. Завівши мотор, він бачить силует Волрайдера, який набув форму Майлза Апшера, і протаранивши машиною головні ворота, Вейлон залишає лікарню.
Пізніше, сидячи за ноутбуком, Вейлон готується завантажити запис з камери в Інтернет. Перед ним стоїть людина, яка каже, що наслідки завантаження цього відео можуть бути непоправними для нього та його сім'ї, але це буде правильним рішенням. Вейлон завантажує відео та закриває ноутбук.

## Сприйняття
Ігровий сайт IGN високо відзначив звукові ефекти в грі, і те, що грати як і раніше — страшно, проте доповнення не приносить нічого нового в ігровий процес.
| Агрегатор    | Оцінка |
| ------------ | ------ |
| GameRankings | 83,33% |
| Metacritic   | 74/100 |

| Видання | Оцінка |
| ------- | ------ |
| IGN     | 6,4/10 |

## Факти
- Едді Глускін це та сама людина, яка намагається вирватися з рук вчених на початку гри. Це можна зрозуміти за зовнішністю Едді, а також по імені, вказаному у кутку монітора, за яким сидів Вейлон на початку гри. Це пояснює те, чому при зустрічі Глускін каже: «Ми не зустрічалися раніше? Я пам'ятаю, що вже десь бачив тебе».
- Коли Едді Глускін шукає Вейлона, він наспівує пісню I Want A Girl. Ця ж пісня у виконанні ансамблю American Quartet використовувалася у трейлері до гри[3].
- Погано помітний образ людини, яку прийняв Волрайдер наприкінці гри — Майлз Апшер.
- Образи братів можливо були скопійовані з реальних прототипів — близнюків Дрессі та Кейсі[4].